# Unai Elorriaga
Unai Elorriaga Zubiaur (* 22. Juni 1980 in Barakaldo) ist ein ehemaliger spanischer Bahn- und Straßenradrennfahrer.

## Sportliche Laufbahn
Unai Elorriaga begann seine Karriere 2003 bei dem spanischen Radsportteam Cafés Baqué. In der Saison 2005 gewann er die Trofeo Guerrita und den Cursa Ciclista de Llobregat. Auf der Bahn wurde er spanischer Meister im Punktefahren. Im nächsten Jahr konnte er seinen Erfolg bei der Trofeo Guerrita wiederholen. Außerdem gewann er eine Etappe bei der Bizkaiko Bira. 2007 wurde Elorriaga zusammen mit Aitor Alonso spanischer Bahnradmeister im Madison und er holte sich den Europameistertitel im Omnium. Beim Bahnrad-Weltcup 2008 in Melbourne war er im Madison zusammen mit David Muntaner erfolgreich.
2014 errang Elorriaga bei den Bahn-Europameisterschaften die Bronzemedaille im Omnium.

## Erfolge – Bahn
2005
- Spanischer Meister – Punktefahren

2007
- Spanischer Meister – Madison (mit Aitor Alonso)
- Europameister – Omnium

2008
- Weltcup Melbourne – Madison (mit David Muntaner)

2009
- Spanischer Meister – Punktefahren

2011
- Spanischer Meister – Scratch
- Weltcup Cali – Punktefahren

2014
- Europameisterschaft – Omnium

## Erfolge – Straße
2002
- Spanischer Meister – Straßenrennen (U23)

## Teams
- 2003 Labarca-2 Cafés Baqué
- 2004 Cafés Baqué